# Али Арсалан
Али Арсалан (8. мај 1995) српски је рвач иранског порекла и репрезентативац Србије у рвању грчко-римским стилом. 

## Каријера
Освојио је једну бронзану медаљу у категорији до 66 кг на Светском јуниорском првенству у рвању 2015. одржаном у Салвадор да Баији (Бразил). Такође је освојио бронзану медаљу у категорији до 66 кг на Азијском првенству 2017. одржаном у Њу Делхију, (Индија).
Освојио је златне медаље у категорији до 72 кг на турниру Дан Колов и Никола Петров 2021. одржаном у Пловдиву у Бугарској и 2022. одржаном у Великом Трнову.
Наступа под заставом Србије од 2022. године, а представљао је Иран до децембра 2021. године. Прву медаљу под заставом Србије, бронзану, на великим такмичењима освојио у дисциплини до 72 кг на Европском првенству 2022. одржаном у Будимпешти, у Мађарској. Освојио је златну медаљу у дисциплини 72 кг на Светском првенству 2022. одржаном у Београду.

## Резултати
| Год.  | Такмичење          | Локација             | Резултат | Категорија         |
| ----- | ------------------ | -------------------- | -------- | ------------------ |
| 2017. | Азијско првенство  | Њу Делхи, Индија     | 3.       | грчко-римски 66 кг |
| 2022. | Европско првенство | Будимпешта, Мађарска | 3.       | грчко-римски 72 кг |
| 2022. | Светско првенство  | Београд, Србија      | 1.       | грчко-римски 72 кг |
| 2023. | Светско првенство  | Београд, Србија      | 3.       | грчко-римски 72 кг |